# 杨庙镇 (嘉善县)
杨庙镇是浙江省嘉善县的一个镇，於2009年被撤銷，其行政區域劃歸天凝镇管轄。

## 行政區劃
被撤銷前，楊廟鎮下轄14個行政村及1個社區。